# ترانه گرانیت
ترانه گرانیت (به انگلیسی: "Song of Granite") نام یک فیلم درام زندگینامه‌ای ایرلندی به کارگردانی پت کالینز محصول ۲۰۱۷ است.

## داستان
این فیلمِ داستان زندگی خواننده بزرگ سنتی ایرلندی، جو هینای، را روایت می‌کند. تصویربرداری فیلم به شیوه سیاه و سفید، مرزهای میان مستند و داستان را کم‌رنگ کرده‌است. این تصنیف سینمایی بیننده را دعوت می‌کند تا به مسیر دراماتیک زندگی هنرمندی مرموز، بااستعداد و خاص قدم بگذارد و با او هم‌سفر شود؛ مسیری که در آن ما نیز به‌عنوان بیننده، رنج‌ها و مشکلات زندگی حقیرانه مردم ایرلند طی قرن گذشته را تجربه خواهیم کرد. این فیلم ما را به منطقه کانمارا در ایرلند و دهکده کارنا، محل تولد جو هینای می‌برد؛ منطقه‌ای که به‌عنوان مهد افسانه‌های محلی شناخته می‌شود. سپس دوربین با او در سفرش به دور دنیا همراه می‌شود. قدرت و جادوی ترانه‌ها، موتیف اصلی فیلم است که در تاروپود آن رخنه کرده‌است. صحنه‌های اجرای موسیقی به شکلی ماهرانه و الهام‌برانگیز کارگردانی شده‌است، به نحوی که بیننده احساس می‌کند واقعاً در آن مکان حضور دارد و از نزدیک حال‌وهوای آن‌جا را تجربه می‌کند. آیا این ترانه‌ها بوده‌اند که به ساکنان این سرزمین باشکوه اما در حال ویرانی کمک کرده‌اند تا زنده بمانند و با خدایشان نیایش کنند؟ و او باید کدام بخش از قلب و روح خود را در راه دست‌یابی به آرامش و غلبه بر کشمکش‌های درونی‌اش قربانی کند؟

## بازیگران
- مکدارا او فادارتا
- مایکل او کانفهائولا
- یارن کرف
- پل او کینابهاین
- کولم شوگی

## جشنواره جهانی فیلم فجر
این فیلم در بخش سینمای سعادت (مسابقه بین‌الملل) سی و ششمین جشنواره جهانی فیلم فجر حضور داشت. این جشنواره از ۳۰ فروردین تا ۶ اردیبهشت ۱۳۹۷ در شهر تهران برگزار شد. 